# Mistrovství světa v jízdě na skibobech 2011
XXXIII. ročník Mistrovství světa v jízdě na skibobech 2011 se konalo v rakouském středisku Nauders od 10. února do 13. února 2011. Na programu šampionátu byl závod v super G, obřím slalomu, slalomu a kombinaci a to v kategorii mužů a žen.

## Medailové pořadí zemí
| Pořadí | Země            | Zlato | Stříbro | Bronz | Celkově |
| ------ | --------------- | ----- | ------- | ----- | ------- |
| 1.     | Česko (CZE)     | 4     | 4       | 3     | 11      |
| 2.     | Rakousko (AUT)  | 4     | 3       | 4     | 11      |
| 3.     | Švýcarsko (SUI) | -     | 1       | 1     | 2       |
|        | Celkem          | 8     | 8       | 8     | 24      |

## Medailisté

### Muži
| Disciplína  | Zlato                        | Stříbro                      | Bronz                             |
| ----------- | ---------------------------- | ---------------------------- | --------------------------------- |
| super G     | David Krejčí Česko (CZE)     | Björn Walter Švýcarsko (SUI) | Urs Tschümperlin Švýcarsko (SUI)  |
| obří slalom | Gerhard Hauer Rakousko (AUT) | Markus Moser Rakousko (AUT)  | Tomáš Maťátko Česko (CZE)         |
| slalom      | Markus Moser Rakousko (AUT)  | Gerhard Hauer Rakousko (AUT) | Christian Ablinger Rakousko (AUT) |
| kombinace   | Markus Moser Rakousko (AUT)  | Gerhard Hauer Rakousko (AUT) | Tomáš Maťátko Česko (CZE)         |

### Ženy
| Disciplína  | Zlato                           | Stříbro                     | Bronz                           |
| ----------- | ------------------------------- | --------------------------- | ------------------------------- |
| super G     | Alena Housová Česko (CZE)       | Klára Hofmanová Česko (CZE) | Lisa Zaffová Rakousko (AUT)     |
| obří slalom | Alena Housová Česko (CZE)       | Klára Hofmanová Česko (CZE) | Lisa Zaffová Rakousko (AUT)     |
| slalom      | Iris Lienhardová Rakousko (AUT) | Alena Housová Česko (CZE)   | Klára Hofmanová Česko (CZE)     |
| kombinace   | Alena Housová Česko (CZE)       | Klára Hofmanová Česko (CZE) | Iris Lienhardová Rakousko (AUT) |